# جژب وووشچیانگسکیه
جژب وووشچیانگسکیه (به لهستانی:  Dzierzby Włościańskie) یک روستا در لهستان است که در گمینا یابووننا لاتسکا واقع شده‌است.